# Col de Larche
Col de la Madeleine
Pour les articles homonymes, voir Larche et Col de la Madeleine.
Le col de Larche ou col de la Madeleine, en italien Colle della Maddalena, est un col des Alpes, à la frontière entre la France et l'Italie. Il fut aussi nommé col de l'Argentière. Il fait communiquer le vallon de Larche, partie haute de l'Ubayette, ramification de la vallée de l'Ubaye dans les Alpes-de-Haute-Provence, avec la vallée de la Stura di Demonte, du Piémont. Il se situe entre 1 991 et 1 997 mètres d'altitude, entre le massif de Chambeyron au nord-est et le massif du Mercantour-Argentera au sud-ouest. Sauf de rares épisodes, il est ouvert toute l'année.
Au col, côté Italie, se trouve une baraque à alcool, ouverte l'été et vendant alcools divers, brioches italiennes (panettone), cartes postales. Quelques centaines de mètres plus loin, du côté italien, se trouve le lac de la Madeleine. Également à proximité du sommet se trouve une stèle qui célèbre une victoire en solitaire de Fausto Coppi lors d'une étape du Giro 1949 passant en ces lieux.
La route comporte des passages délicats sur chacun de ses versants et le trafic routier est ouvert aux camions de 35 tonnes uniquement pour les chauffeurs régionaux, limitant ainsi le trafic. Il est peu fréquenté par les vélos car la gorge aval du versant français leur est interdite à cause des risques d'éboulis (la Rochaille de Meyronnes).

## Fermeture hivernale
Le col de Larche est habituellement maintenu ouvert tout l'hiver. Les fortes chutes de neige peuvent toutefois provoquer la fermeture pour des périodes variables. Par exemple, en cumulant les fermetures hivernales :
- lors de l'hiver 2013-2014 trois semaines entre décembre et janvier[4] ;
- lors de l'hiver 2014-2015, la fermeture fut longue, le col n'a pas été franchissable pendant deux mois et demi[5].

Les élus et habitants estiment que la situation s'est aggravée depuis la privatisation du déneigement du côté italien, en 2010. Ils ont créé un « collectif du col » pour étudier et suivre l'affaire. L'hiver fut plus doux et peu enneigé côté ubayen. Une analyse fine des précipitations pour comparer avec la Stura est nécessaire dans ce dossier.

## Histoire

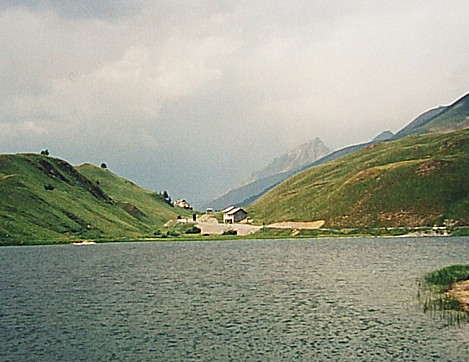
Le lac de la Madeleine du côté italien.

Le col de Larche avait une position stratégique, du fait de son altitude plus faible que les autres cols alpins, et qu'il permet d'atteindre facilement le col de Vars. Il était donc une voie d'invasion naturelle entre la France et l'Italie. Il fait partie des cols qui auraient pu être utilisés en 218 av. J.-C. pour le passage des Alpes par Hannibal.
Au VIe siècle, il fut plusieurs fois emprunté par les Saxons et les Lombards lors de leurs invasions du sud-est de la Gaule (entre 569 et 575).
En 1515, l'avant-garde de l'armée de François Ier, commandée par le maréchal Jacques II de Chabannes de La Palice passa le col pour aller vers ses conquêtes italiennes. Les Suisses, alliés du duc de Milan et ennemis des Français, gardaient les débouchés des deux seules bonnes routes qui existaient alors au travers des Alpes, celle du Mont-Cenis et celle de Montgenèvre. On trouva plus au sud, au col de l'Argentière (de Larche aujourd'hui) un sentier à peine praticable par des chevriers. Trois mille sapeurs y ouvrirent à la fin juillet 1515 un chemin carrossable, où, du 4 au 9 août 1515, passèrent en cinq jours environ 30 000 fantassins, 9 000 cavaliers, 72 gros canons et 300 pièces de petit calibre. La stupeur fut telle chez les ennemis qu'un de leurs chefs Prospero Colonna, surpris et enlevé par le maréchal de La Palice et ses coureurs, demanda si les Français « n'avaient volé par-dessus les montagnes ». À la nouvelle de l'arrivée surprise des Français, les Suisses avaient reculé en toute hâte sur Milan. La rencontre décisive eut lieu à Marignan.

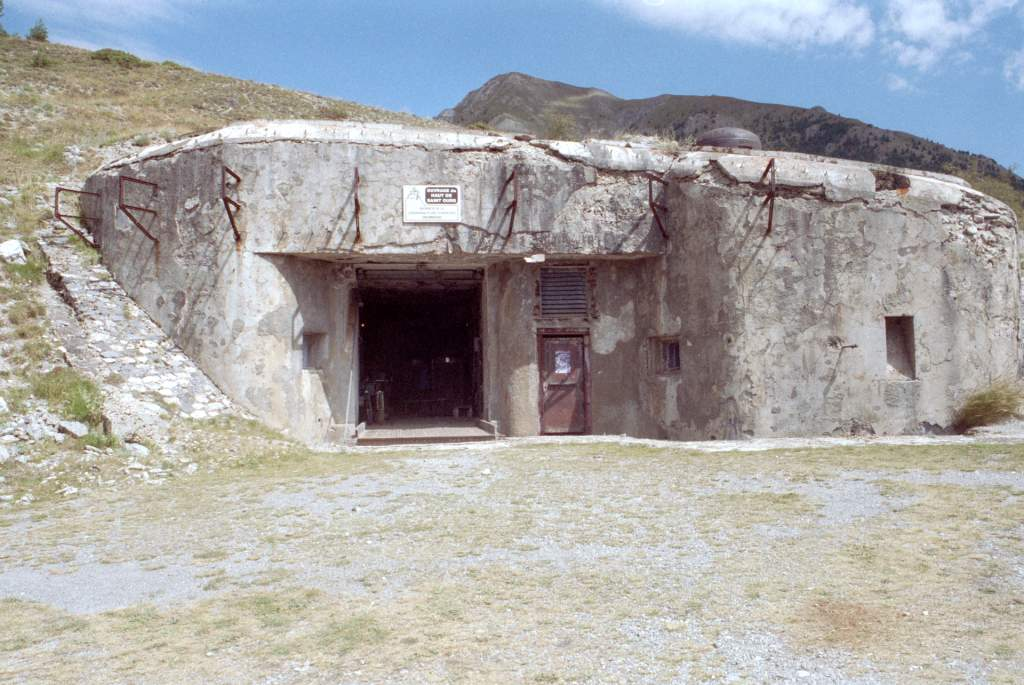
L’entrée de l’ouvrage de Saint-Ours Haut, surveillant la route du col de Larche, typique des gros ouvrages des Alpes.

Durant la guerre de Succession d'Autriche et la Révolution, l'armée française installa des dispositifs de défense à Tournoux, carrefour de la route entre la vallée de l'Ubaye, le col de Vars et le col de Larche, pour bloquer les armées autrichiennes et piémontaises.
Du 21 au 26 juin 1793, le col de Larche fut attaqué par les Piémontais, puis repris par le général Rossi.
Au XIXe siècle fut réalisé le fort de Tournoux pour bloquer une éventuelle armée italienne arrivant depuis le col. Au XXe siècle, des fortifications bétonnées (dépendantes de la ligne Maginot des Alpes, secteur fortifié du Dauphiné) furent ajoutées dans le même but, à Saint-Ours, dans le vallon de Larche.

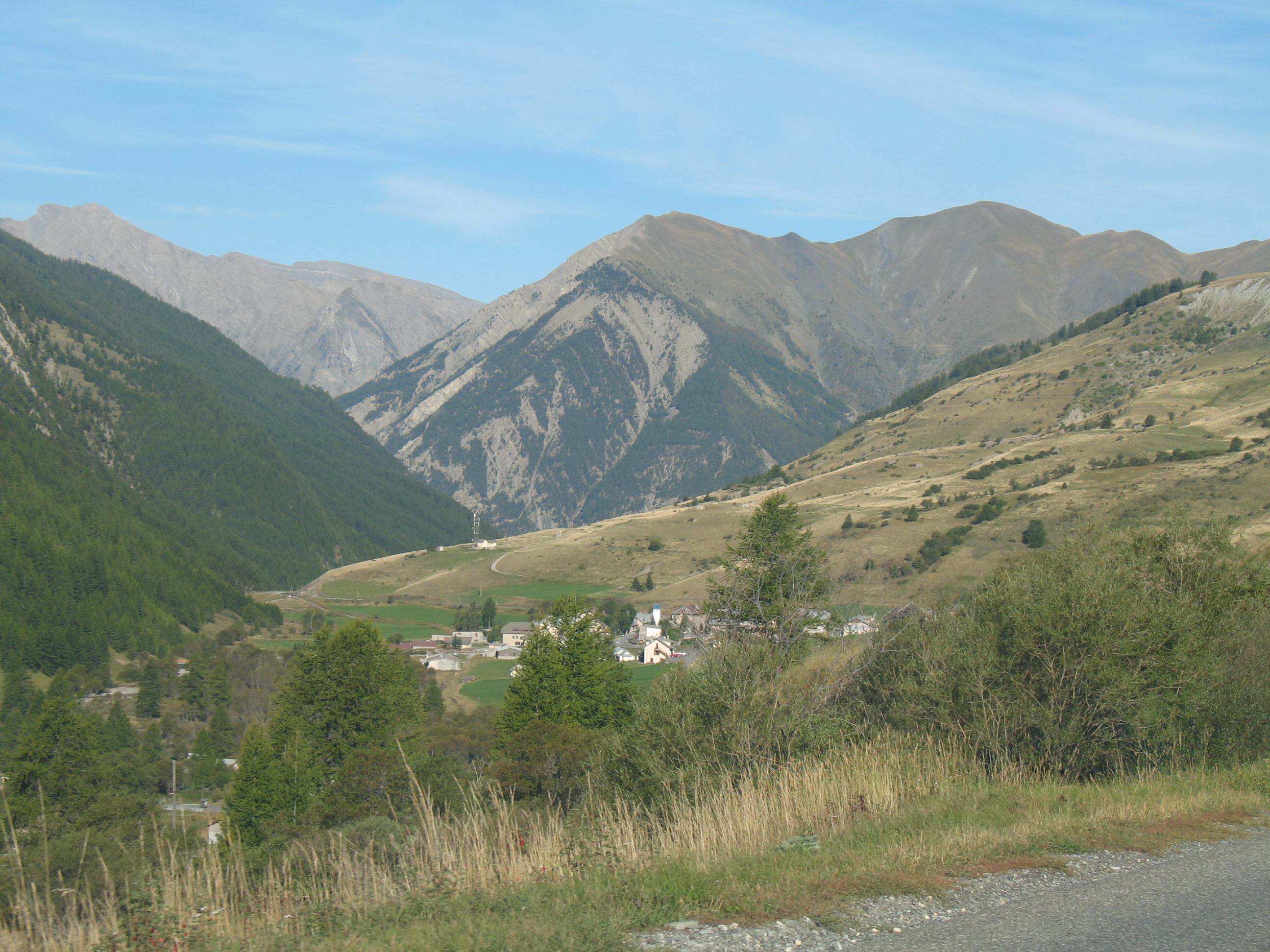
Village de Larche vue du col.

À la fin de la Seconde Guerre mondiale, le col de Larche abritait une des dernières poches de résistance de l'armée allemande, bien après la libération de la Provence, jusqu'au printemps 1945. Du 22 au 25 avril 1945, le 5e régiment de dragons (de la 27e DI) en fit la reconquête pour la France. Face à lui, se trouvaient un bataillon de la division italienne Littorio, trois compagnies du 34e bataillon de fusiliers allemand (Füsilier-Bataillon de la 34e division d’infanterie), et de l’artillerie. Après une préparation d’artillerie le 22 avril, les dragons français attaquèrent le 23 et reprirent le village de Larche. Mais le 24, l’artillerie française fut envoyée soutenir l’opération Pingouin qui attaquait le col de la Lombarde et les combats cessèrent. Le col de Larche fut évacué par les troupes germano-italiennes dans la nuit du 25 au 26 avril. L’armée française a eu une quinzaine de morts, les Allemands et les Italiens perdant 30 morts et 184 prisonniers.

## Sport automobile
Le col est le site d'arrivée de la course de côte Coni - Col de la Madeleine.